# Coopracambra State Park
Coopracambra State Park är en park i Australien. Den ligger i kommunen East Gippsland och delstaten Victoria, omkring 390 kilometer öster om delstatshuvudstaden Melbourne. Coopracambra State Park ligger 242 meter över havet.
Trakten runt Coopracambra State Park är nära nog obefolkad, med mindre än två invånare per kvadratkilometer.. Det finns inga samhällen i närheten. 
I omgivningarna runt Coopracambra State Park växer i huvudsak städsegrön lövskog. Genomsnittlig årsnederbörd är 1 277 millimeter. Den regnigaste månaden är juni, med i genomsnitt 238 mm nederbörd, och den torraste är juli, med 58 mm nederbörd.